# Джакомо Антоніо Фанчеллі
Джакомо Антоніо Фанчеллі (італ. Giacomo Antonio Fancelli; 1619–1671) — італійський декоратор і скульптор доби бароко в Римі.

## Життєпис
Народився в місті Рим. Походить з родини художника Карло Фанчеллі. Мав рідного брата Козімо Фанчеллі, що був теж римським скульптором.
Працював в великій майстерні Лоренцо Берніні і був його учнем. Працював над декором декількох римських церков разом із братом Козімо Фанчеллі. До творів митця належать алегорична скульптура річки Ніл, що ховає своє обличчя (фонтанна група на площі Навона в Римі). Подібний жест алегоричної скульптури обумовило незнання верхніх ділянок річки Ніл та його джерела. Серед релігійних творів митця — Св. Франциск для церкви Сан Бернардо алле Терме на схилі Квірінал в Римі.